# Bruniales
Die Bruniales sind eine Pflanzenordnung der Asteriden. Sie umfassen zwei Familien mit 14 Gattungen und sind in der Kapensis sowie in Mittel- und Südamerika beheimatet.

## Beschreibung
Die Arten der Ordnung weisen nur wenige morphologische Gemeinsamkeiten auf. Bruniales sind verholzende, immergrüne Pflanzen, an einem Knoten zweigt nur eine Blattspur ab und hinterlässt eine Lücke. Ihre Blüten sind zygomorph, die Staubbeutel am Ansatz verwachsen. Die Samenanlagen sind schwach crassinucellat.

## Systematik
Die Bruniales sind innerhalb der Euasteriden II die Schwestergruppe einer Klade aus Kardenartigen, Doldenblütlerartigen und Paracryphiales. Sie enthält nur zwei Familien:
- Bruniaceae
- Columelliaceae

Die Taxa der Ordnung sowie die Ordnung selbst wurden oft umgeordnet, insbesondere die Columelliaceae wurden häufig auch zu den Kardenartigen gestellt. Die Arten der verschiedenen Gattungen teilen relativ wenige morphologische Merkmale miteinander, die Verwandtschaft ist eher molekulargenetisch ermittelt. Das Alter der Ordnung wird auf knapp 94 Millionen Jahre geschätzt.